# コロちゃん (エリック・ヒル)
コロちゃん（Spot）は、イギリスの作家・イラストレーターのエリック・ヒルが生み出した架空の子犬である。日本ではコロちゃんという名前で親しまれているが、本来の名前は「スポット」という子犬である。テレビやビデオなどのメディアも制作されたことがある。絵本については、1980年に「コロちゃんはどこ?」という本が発行されたのが最初である。

## 登場人物
コロちゃん（Spot）
本作の主人公。体の両側に茶色の丸い斑がある。好奇心と親切心があり、いろんなことをたくさん学びたいと強く望んでいる。
サリー（Sally）
コロちゃんのママ。
サム（Sam）
コロちゃんのパパ。
マリちゃん（Susie）
コロちゃんの妹。
カバコちゃん（Helen）
コロちゃんの親友のカバ。
モンタくん（Steve）
遊び心を持つサルで、顔には日焼けがある。
ワニオくん（Tom）
コロちゃんの親友のワニ。
おばあちゃん
コロちゃんのおばあちゃんで、サリーの母。
おじいちゃん
コロちゃんのおじいちゃんで、サリーの父。

## 絵本作品
日本では1980年代から2000年代にかけて評論社が出版し、松川真弓によって翻訳された。
- 「コロちゃんの おさんぽ」（発行日 - 1983年、ISBN 9784566002074）
- 「コロちゃんはどこ?」（発行日 - 1984年3月、ISBN 9784566002067）
- 「コロちゃんのたんじょうび」（発行日 - 1984年7月、ISBN 9784566002098）
- 「コロちゃんのクリスマス」（発行日 - 1984年、 ISBN 9784566002104）
- 「コロちゃんのがっこう」（発行日 - 1985年、ISBN 9784566002111）
- 「コロちゃんのかいすいよく」（発行日 - 1986年、ISBN 9784566002128）
- 「コロちゃんのサーカス」（発行日 - 1988年、ISBN 9784566002142）
- 「コロちゃんののうじょう」（発行日 - 1988年、ISBN 9784566002159）
- 「コロちゃんのいもうと」（発行日 - 1992年1月、ISBN 9784566004665）
- 「コロちゃんの おとまり」（発行日 - 1993年、ISBN 9784566005433）
- 「コロちゃん こうえんへいく」（発行日 - 1993年3月、ISBN 9784566004689）
- 「コロちゃん パーティにいく」（発行日 - 1993年、ISBN 9784566004696）
- 「コロちゃんの ことばのべんきょう」（発行日 - 1994年、ISBN 9784566004702）
- 「コロちゃんのケーキづくり」（発行日 - 1995年10月、ISBN 9784566004719）
- 「コロちゃんの クリスマスのぼうけん」（発行日 - 1995年、ISBN 9784566004740）
- 「コロちゃんと さわってあそぼ!」（発行日 - 1998年、ISBN 9784566004764）
- 「コロちゃんの おとまり」（発行日 - 1997年、ISBN 9784566004757）
- 「コロちゃんの おとのでる えほん」（発行日 - 2000年、ISBN 9784566004771）
- 「コロちゃんのおともだち」（発行日 - 2003年、ISBN 9784566006072）
- 「コロちゃんのふくそう」（発行日 - 2003年、ISBN 9784566006041）
- 「コロちゃんのいちにち」（発行日 - 2003年、ISBN 9784566006058）
- 「コロちゃんのおもちゃ」（発行日 - 2003年、ISBN 9784566006065）
- 「コロちゃんの ジグソーパズルえほん」（発行日 - 2003年、ISBN 9784566006096）
- 「コロちゃんのもうすぐクリスマス」（発行日 - 2004年、ISBN 9784566005686）
- 「さわってあそぶ コロちゃんののうじょう」（発行日 - 2005年4月、 ISBN 9784566005433）
- 「コロちゃんの たからさがし」（発行日 - 2005年10月、 ISBN 9784566005235）
- 「コロちゃんのだれだろう?」（発行日 - 2005年10月、 ISBN 9784566004115）

### ボード・ブック
- 「コロちゃんはどこ?」（発行日 - 2004年10月、ISBN 9784566005297）
- 「コロちゃんののうじょう」（発行日 - 2004年10月、ISBN 9784566005303）
- 「コロちゃんのたんじょうび」（発行日 - 2005年、ISBN 9784566005310）
- 「コロちゃんのクリスマス」（発行日 - 2005年、ISBN 9784566005358）
- 「コロちゃんのかいすいよく」（発行日 - 2005年2月1日、ISBN 9784566005327）
- 「コロちゃんのケーキづくり」（発行日 - 2005年6月、ISBN 9784566005341）
- 「コロちゃんこうえんへいく」（発行日 - 2005年10月、ISBN 9784566005334）
- 「コロちゃんのがっこう」（発行日 - 2006年2月、ISBN 9784566005365）

### その他
- 「コロちゃんのしかけ絵本の本棚」（発行日 - 2005年4月、ISBN 9784566019270）

## テレビ作品

### コロちゃんのぼうけん
1987年4月9日から7月17日までBBCで放送されたテレビアニメ。日本では1992年と1999年にポニーキャニオンからVHSが発売された。2000年12月4日から2001年1月8日にかけてBS朝日の「みんなゲンキ!?」で放送されたことがある。2005年にはアミューズメントからDVDが発売された。

### エピソード

#### BS朝日版
出典。担当声優は不明。
1. コロちゃんの こづつみ（2000年12月4日）
2. コロちゃん ホネをなくす（2000年12月5日）
3. コロちゃんの おさんぽ（2000年12月6日）
4. コロちゃん もりにいく（2000年12月7日）
5. コロちゃんの たんじょうび（2000年12月8日）
6. コロちゃんは どこ？（2000年12月11日）
7. おやすみ コロちゃん（2000年12月12日）
8. コロちゃんの がっこう（2000年12月13日）
9. コロちゃんの サーカス（2000年12月14日）
10. コロちゃんと におい（2000年12月15日）
11. コロちゃんと みずたまり（2000年12月18日）
12. コロちゃんと かぜ（2000年12月19日）
13. コロちゃんと かいすいよく（2000年12月20日）
14. コロちゃんの のうじょう（2000年12月21日）
15. コロちゃんの おとまり（2000年12月22日）
16. コロちゃんの ケーキづくり（2000年12月25日）
17. コロちゃん こうえんへいく（2000年12月26日）
18. コロちゃんと カギ（2000年12月27日）
19. コロちゃんと にわ（2000年12月28日）
20. コロちゃん パーティにいく（2000年12月29日）
21. コロちゃんの そりあそび（2001年1月1日）
22. コロちゃん ゆうえんちへいく（2001年1月2日）
23. コロちゃんの おもちゃ（2001年1月3日）
24. コロちゃんの ピクニック（2001年1月4日）
25. コロちゃんとほん（2001年1月8日）

#### カートゥーンネットワーク版
日本では2007年1月から1月25日までカートゥーンネットワークで放送。声優は不明。
1. 不明 日本放送日：不明
2. 不明 日本放送日：不明
3. 不明 日本放送日：不明
4. 不明 日本放送日：不明
5. 不明 日本放送日：不明
6. 不明 日本放送日：不明
7. 不明 日本放送日：不明
8. 不明 日本放送日：不明
9. 不明 日本放送日：不明
10. コロちゃんの たのしいいちにち 日本放送日：2007年1月10日
11. コロちゃんのおさんぽ 日本放送日：2007年1月11日
12. コロちゃんのおやつ 日本放送日：2007年1月12日
13. コロちゃんサーカスへいく 日本放送日：2007年1月13日
14. コロちゃん どろんこになる 日本放送日：2007年1月14日
15. コロちゃん のうじょうへいく 日本放送日：2007年1月15日
16. コロちゃんのケーキづくり 日本放送日：2007年1月16日
17. コロちゃん パーティへいく 日本放送日：2007年1月17日
18. コロちゃん かぎをひろう 日本放送日：2007年1月18日
19. コロちゃん ゆうえんちにいく 日本放送日：2007年1月19日
20. コロちゃんのゆきあそび 日本放送日：2007年1月20日
21. 子どちゃんのおとまり 日本放送日：2007年1月21日
22. コロちゃん がっこうへいく 日本放送日：2007年1月22日
23. コロちゃん ピクニックへいく 日本放送日：2007年1月23日
24. コロちゃんのかいすいよく 日本放送日：2007年1月24日
25. コロちゃん こうえんであそぶ 日本放送日：2007年1月25日
26. コロちゃんのたこあげ 日本放送日：2007年1月26日

#### ビデオ版
以下、1992年にポニーキャニオンから発売されたビデオ。ナレーションは竹下景子。
- コロちゃんの冒険（発売日 - 1992年11月20日、規格品番 - PCVE10041）[8][9]
- コロちゃんの冒険2（発売日 - 1992年11月20日、規格品番 - PCVE10042）[10]
- コロちゃんの冒険3（発売日 - 1992年11月20日、規格品番 - PCVE10043）[11]

いずれもエピソードの内容は未確認。
以下は1999年にポニーキャニオンから発売されたビデオ。ナレーションは岡田美里。
「コロちゃんのケーキづくり」
- コロちゃんののうじょう
- コロちゃんのおとまり
- コロちゃんのケーキづくり
- コロちゃん こうえんへいく

「コロちゃん パーティにいく」
- コロちゃん かぎをひろう
- コロちゃんのおにわ
- コロちゃん パーティにいく
- コロちゃんのゆきあそび

「コロちゃんのピクニック」
- 未確認

「コロちゃんのふしぎなクリスマス」

#### DVD版
以下のエピソードがアミューズソフトからDVDで発売された。よみきかせモード（音楽と効果音のみ）も搭載されており、日本語字幕も搭載されている。ナレーションは、ジェイン・ホロックス、井上喜久子。
- 「コロちゃんはどこ?」（発売日 - 2005年7月22日、規格品番 - ASBY-3033）
  - コロちゃんはどこ？
  - コロちゃんのプレゼント
  - コロちゃんのおにわ
  - コロちゃんのさがしもの
  - コロちゃん えほんだいすき

- 「コロちゃんのおたんじょうび」（発売日 - 2005年7月22日、規格品番 - ASBY-3034）
  - コロちゃんのおたんじょうび
  - コロちゃん もりへいく
  - コロちゃんのお気に入り
  - コロちゃんこうえんへいく
  - コロちゃんのたのしいいちにち

- 「コロちゃんのおさんぽ」（発売日 - 2005年7月22日、規格品番 - ASBY-3035）
  - コロちゃんのおさんぽ
  - コロちゃんのおやつ
  - コロちゃん サーカスへいく
  - コロちゃん どろんこになる
  - コロちゃん のうじょうへいく

- 「コロちゃんのケーキづくり」（発売日 - 2005年7月22日、規格品番 - ASBY-3036）
  - コロちゃんのケーキづくり
  - コロちゃん パーティへいく
  - コロちゃん かぎをひろう
  - コロちゃん ゆうえんちにいく
  - コロちゃんのゆきあそび

- 「コロちゃんのおとまり」（発売日 - 2005年7月22日、規格品番 - ASBY-3037）
  - コロちゃんのおとまり
  - コロちゃん がっこうへいく
  - コロちゃん ピクニックへいく
  - コロちゃんのかいすいよく
  - コロちゃんこうえんであそぶ
  - コロちゃんのたこあげ

- 「コロちゃんのクリスマスのぼうけん」（発売日 - 2005年10月28日、規格品番 - ASBY-3118）

以下の作品は、コロちゃんとおべんきょうシリーズ。2006年2月24日に発売。
- 「コロちゃんとおべんきょう いろ かたち」（規格品番 - ASBY-3120）
  - いろ
  - かたち
- 「コロちゃんとおべんきょう かず じかん」（規格品番 - ASBY-3121）
  - かず
  - じかん
- 「コロちゃんとおべんきょう ABC いちねん」（規格品番 - ASBY-3122）
  - ABC
  - いちねん
- 「コロちゃんとおべんきょう はんたいことば ことばあそび」（規格品番 - ASBY-3123）
  - はんたいことば
  - ことばあそび